# 大和村 (愛知県東加茂郡)
大和村（やまとむら）は、かつて愛知県東加茂郡にあった村。
現在の豊田市の一部（北小田町・久木町・新盛町・玉野町など）に該当する。

## 歴史
- 1893年（明治26年）2月3日 - 賀茂村の一部（久木・林間・北小田・福知・豊岡・新盛・玉野）が分立し、大和村が発足。
- 1906年（明治39年）5月1日 - 阿摺村、瑞穂村と合併し、阿摺村が発足。同日大和村は廃止。